# 욕정이 활활
"욕정이 활활"은 2015년에 개봉한 대한민국의 영화이다.

## 캐스팅
- 이상우 : 아버지 역
- 김효성 : 정원 역
- 박영빈 : 철중 역
- 정태원 : 정우 역
- 한종훈 : 동수 역
- 이광수 : 광수 역
- 김효숙 : 엄마 역
- 길덕호 : 방송국 PD 역
- 정명국 : 할아버지 역
- 이종원 : 종원 역
- 김헌 : 다방남 역
- 최지원 : 다방남 파트너 역